# Chiesa di San Valentino (Panchià)
La chiesa di San Valentino è la parrocchiale di Panchià, in Trentino. Fa parte della zona pastorale di Fiemme e Fassa dell'arcidiocesi di Trento e la prima costruzione di un edificio sacro nel comune risale al XII secolo. Nella sala e nei locali della chiesa sono conservate numerose opere artistiche di pittori e scultori trentini.

## Storia
La prima menzione su documenti di una parrocchiale a Panchià risale al 1190 ma solo nel 1690 arrivò l'autorizzazione vescovile a riedificare questo luogo di culto e il cantiere venne chiuso lo stesso anno. La solenne consacrazione fu celebrata dal principe vescovo di Trento Giovanni Michele Spaur il 21 settembre 1703.

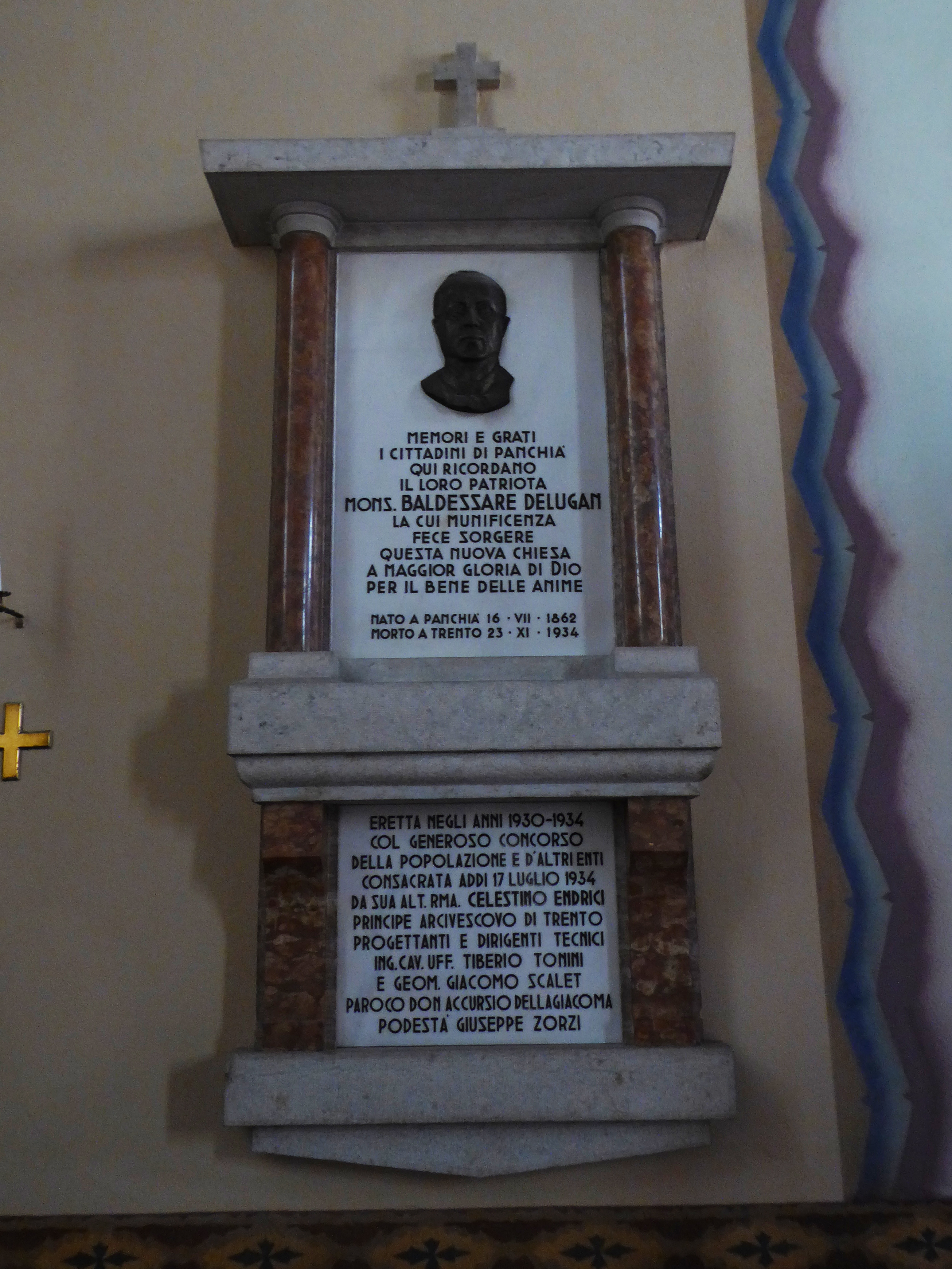
Lapide che ricorda Baldassarre Delugan nella sala della chiesa

Nel 1706 attorno alla chiesa fu costruito il camposanto e nel 1709 ebbe la concessione del fonte battesimale. Nel 1710 la precedente cappellania venne eretta a curazia legata alla pieve di Cavalese, la chiesa di Santa Maria Assunta. Tra il 1728 e il 1730 fu eretta la torre campanaria.
Nel 1804 la copertura venne fortemente danneggiata da eventi atmosferici, quindi restaurata. Nel 1818 fu restaurata la torre campanaria poi, nel 1833, venne ampliato il presbiterio. Nel 1847 si propose l'ampliamento della sala con due cappelle laterali ma il progetto non ebbe seguito, preferendo ampliare la sagrestia. Circa vent'anni dopo venne sopraelevata la torre campanaria e, nel 1873, venne aggiunto un porticato alla facciata un porticato e la cantoria venne completata con una nuova balconata. A partire dal secondo decennio del XX secolo venne presentato un progetto per l'ampliamento dell'edificio, inizialmente non accettato sebbene si fossero iniziati a raccogliere i materiali necessari per il lavoro. Tutto venne bloccato dallo scoppio della prima guerra mondiale. Il 6 gennaio 1915, pochi mesi prima dell'entrata in guerra dell'Italia, la chiesa di San Valentino venne elevata a dignità parrocchiale.
Dopo preparativi e presentazione di un nuovo progetto, al quale seguirono accordi col comune e lo stanziamento della somma di 15000 lire. Molto attivo in tale occasione fu don Baldassarre Delugan, ricordato con una lapide nella sala. I lavori, iniziati nel 1930, furono affidati a Tiberio Tonini e Giacomo Scalet. I lavori vennero quasi ultimati nel 1931, quando fu riaperta al culto, ed in seguito furono messe in opera le artistiche vetrate policrome. La solenne benedizione di riapertura fu celebrata il 9 ottobre 1932.

### Frana di Venzan
Non lontano dalla chiesa il 19 gennaio 1917 una frana uccise 55 prigionieri di guerra in maggioranza russi catturati durante la prima guerra mondiale ed impiegati come operai per estrarre ghiaia e costruire vie di comunicazione. Quando i loro corpi vennero recuperati furono sepolti in un cimitero accanto a quello della chiesa, chiamato cimitero dei russi. In seguito le salme vennero trasferite e poco a poco quasi si persero tutte le testimonianze di quei giorni.

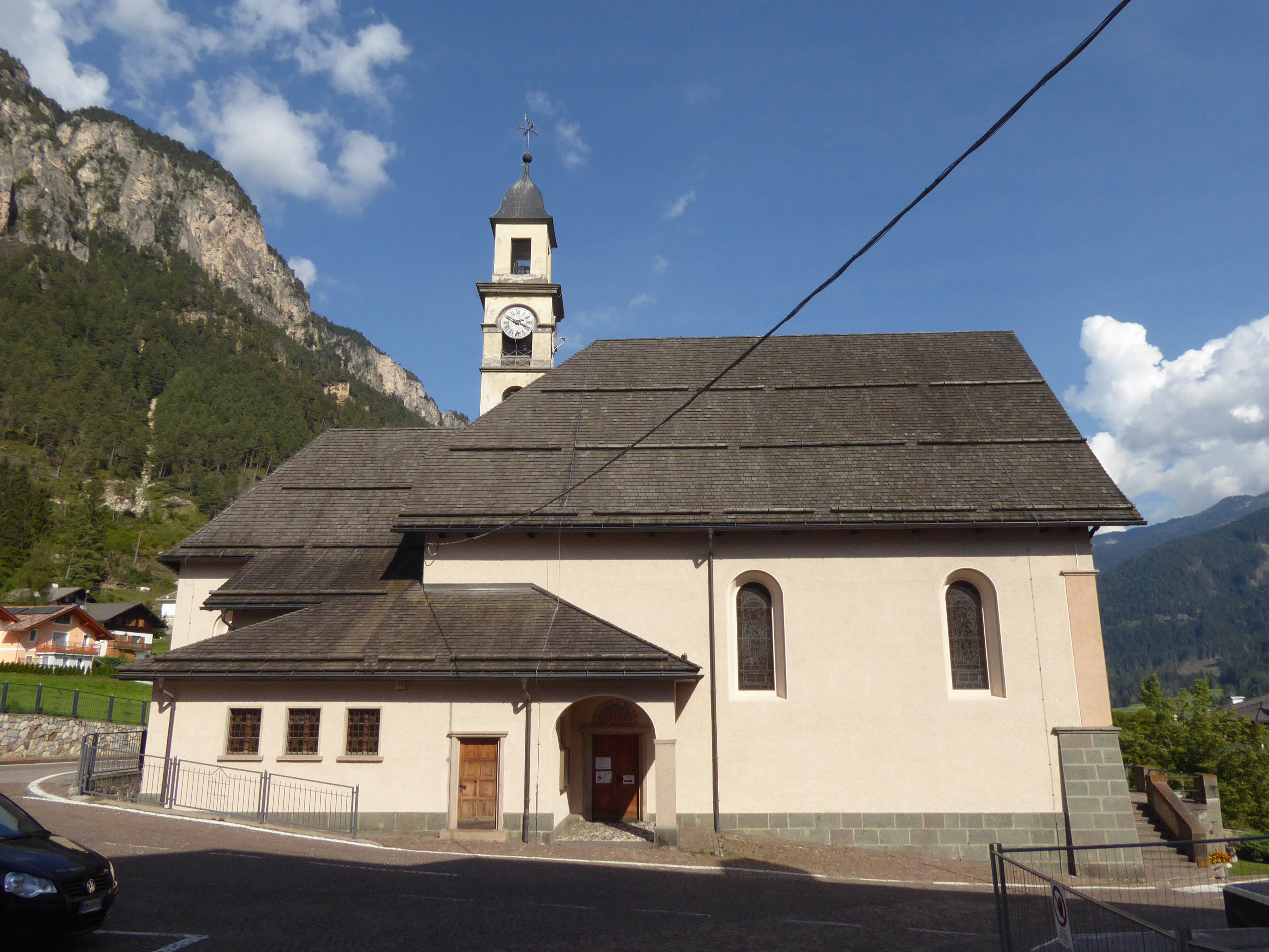
Esterno della chiesa

## Descrizione

### Esterni
La facciata a capanna è caratterizzata da due larghe bande laterali che arrivano quasi al livello della copertura in una tonalià di colore leggermente più scura. Il piccolo sagrato è rialzato sul piano stradale, in forte pendenza. Il portale d'ingresso è architravato e protetto da una tettoia a tre spioventi. Sopra una grande trifora porta luce alla sala. Gli spioventi del tetto sono rinforzati da alcuni puntoni in legno che si appoggiano a mensole in pietra. Il campanile è intonacato e a base quadrata. Si alza nella parte compresa tra il presbiterio e la cappella laterale. Presenta tre celle campanarie sovrapposte con monofore, e quella mediana ospita l'orologio. La copertura è curvilinea.

### Interni

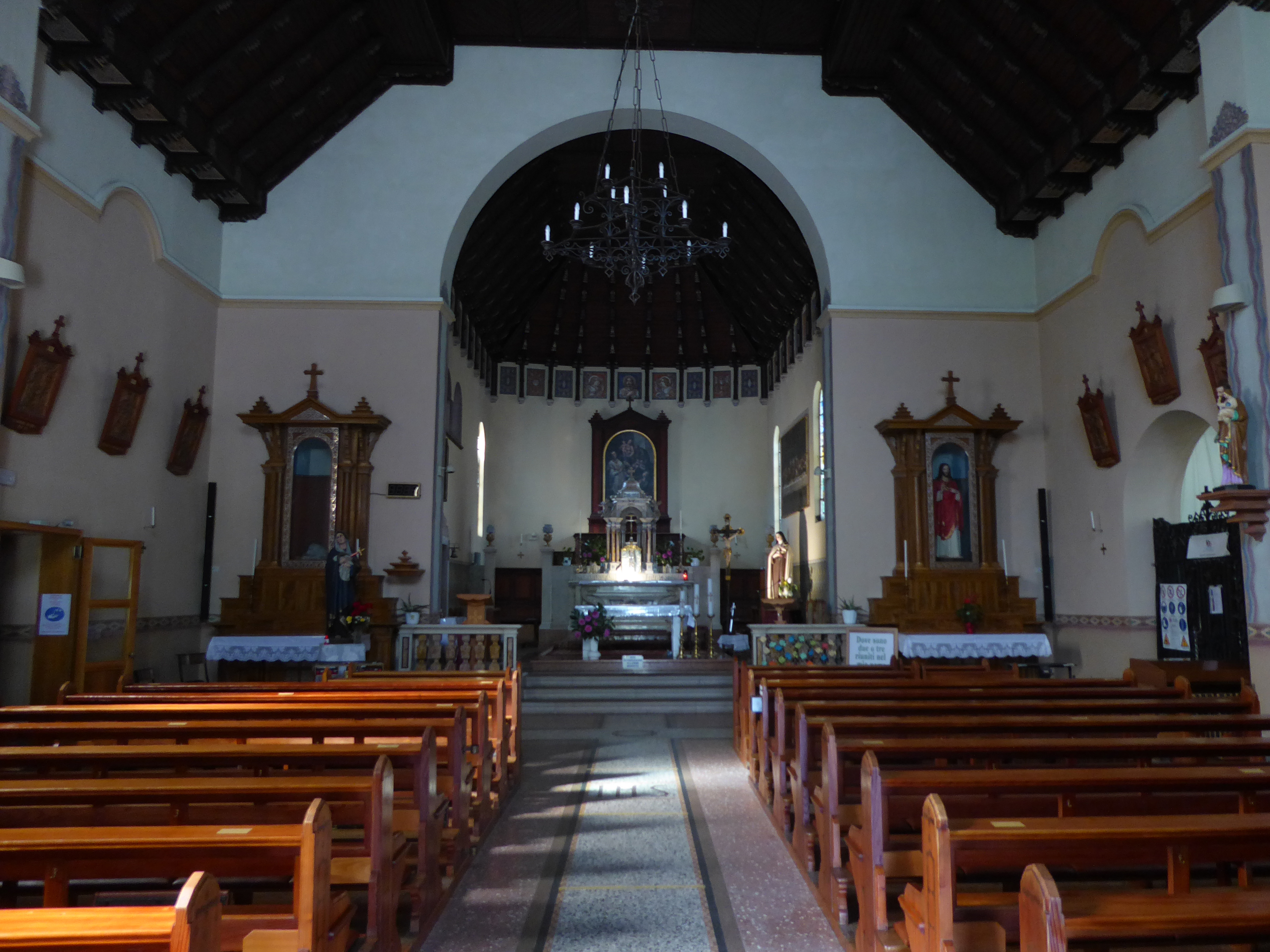
Interno della sala

La navata interna è unica, suddivisa in tre campate con pilastri laterali e coperta dal soffitto in legno con due falde separate da un settore centrale.
La sala termina con il presbiterio rialzato e chiuso dall'abside di forma poligonale. Il pavimento della sala è in battuto alla veneziana mentre nel presbiterio e nell'abside è costituito in pietra calcarea. Nella cappella laterale la pavimentazione è in parquet.

### Aspetti artistici e storici
Oltre al fonte battesimale di rilevanza storica nella sala è presente una Via Crucis, opera del fassano Tita Pederiva e  un'Ultima Cena, copia del lavoro di Leonardo da Vinci.
Nel coro l'altare maggiore risale al 1874 e la sua pala seicentesca che raffigura Madonna con santi, tra i quali anche san Valentino, è opera del pittore fiemmese Francesco Furlanel.
Nell'ambiente della canonica si conservano  un prezioso crocifisso ligneo del XIX secolo e un'Annunciazione, che appartenevano alla chiesa primitiva. Nella sala sono inoltre presenti 
un San Luigi Gonzaga opera di Carlo Vanzo di Cavalese,  un Sacro Cuore del moenese Domenico Chiocchetti e una statua in legno policromo raffigurante la Madonna del Rosario, opera dello scultore Giuseppe Jellico di Moena. 
Anche la sagrestia conserva oggetti interessanti, come alcuni tendardi del XVIII secolo che raffigurano soggetti sacri come un Cristo risorto, una Sacra Famiglia e una Madonna della cintura.